# Mychajło Drahomanow
Mychajło Drahomanow, ukr. Михайло Драгоманов (ur. 6 września?/18 września 1841 w Hadziaczu, gubernia połtawska, zm. 2 lipca 1895 w Sofii) – ukraiński działacz społeczny, literaturoznawca, historyk i etnolog.

## Życiorys
Urodzony w rodzinie zubożałej kozackiej szlachty. Uczył się w szkole regionalnej w rodzinnym mieście Gadyach. Za nieprawomyślne poglądy narodowe został usunięty z połtawskiego gimnazjum i maturę uzyskał eksternistycznie. W latach 1859–1863 studiował na wydziale historyczno-filologicznym Uniwersytetu Kijowskiego, a od 1864 roku pracował tam w Katedrze Historii Starożytnej. W 1870 roku obronił rozprawę na temat „Tacyt a kwestia historycznego znaczenia Imperium Rzymskiego” i otrzymał stopień magistra, po czym wyjechał w trzyletnią podróż po uniwersytetach Europy Środkowej (w tym we Lwowie) i Zachodniej.
Po powrocie do Kijowa Drahomanow stał się aktywnym działaczem Południowo-Zachodniego Oddziału Cesarskiego Rosyjskiego Towarzystwa Geograficznego – faktycznie niezależnego od centrali towarzystwa naukowego, działającego w latach 1873-1876 i zajmującego się głównie historią, etnografią, lingwistyką i statystyką ukraińskich guberni Imperium Rosyjskiego. Owocem pracy Drahomanowa było wydanie zbiorów ukraińskich pieśni i podań ludowych. Był również członkiem ukraińskiego stowarzyszenia Hromada.
W 1875 Drahomanowa zwolniono z posady na uniwersytecie i oddano pod nadzór policyjny. Wobec niemożliwości kontynuacji pracy naukowej w Rosji, na polecenie kierownictwa Hromady wyjechał do Wiednia, a następnie do Szwajcarii, gdzie zamieszkał w Cologny w kantonie Genewy. Tam wraz z grupą współpracowników stworzył pierwsze ukraińskie czasopismo polityczne Hromada o orientacji socjalistycznej. 
Socjalizm Drahomanowa cechowało zaangażowanie w sprawę uzyskania narodowej suwerenności przez Ukraińców. Nie wierząc w możliwość radykalnych zmian na politycznej mapie Europy, Drahomanow głosił koncepcję przekształcenia Rosji w państwo federacyjne na wzór Szwajcarii lub Stanów Zjednoczonych, w którym Ukraina byłaby równoprawnym partnerem. Przychylnie odnosił się do decentralizacyjnych reform w Austrii. Uważał, że wobec liberalnej polityki rządu austriackiego, to Galicja powinna pełnić rolę głównego ośrodka odrodzenia narodowego. Jako federalista, Drahomanow krytykował koncepcję odrodzenia Polski jako państwa unitarnego w granicach przedrozbiorowych.
W Genewie Drahomanow zorganizował aktywny ośrodek ukraińskiej emigracji. Jednak w wyniku sporów politycznych kijowska Hromada przestała finansować jego działalność. W wyniku tego Drahomanow wyjechał w 1889 roku do Sofii, gdzie zaproponowano mu Katedrę Historii Ogólnej na uniwersytecie. Aż do śmierci kontynuował swoją działalność polityczną, za co rząd rosyjski bezskutecznie domagał się jego ekstradycji. Zmarł i został pochowany w Sofii.
Mychajło Drahomanow jest również autorem jednej z koncepcji reformy pisowni ukraińskiej (tzw. drahomanówka, ukr. драгоманівка), zainspirowanej reformą Vuka Karadžicia w Serbii.
Jego siostrą była ukraińska pisarka Ołena Pcziłka, siostrzenicą – poetka Łesia Ukrainka.